# Подлужний Артур Юрійович
Артур Юрійович Подлужний (нар. 02 січня 1988 року, Висагінас, Литовська РСР) — український професійний автогонщик у дисципліні «дрифт», голова громадської організації «Українська асоціація авто і мотоспортсменів» (з 2019 р.), чемпіон України з дрифтингу в серії PRO-AM за 2019 рік, чемпіон NM Championship 2019, володар титулу Discovery of the 2019 year in Drift і призер сезону 2020 року, популяризатор автоспорту в Україні.

## Біографічні відомості
Народився у сім'ї енергетиків, батьки, після аварії на ЧАЕС переїхали жити до смт Снечкус (Литва), що розташоване біля Ігналінської АЕС, де вони працювали на той час.
З дитинства виявляв інтерес до техніки та автомобілів, з 12 років почав допомагати батьку у його гаражі. В 16 років придбав перший мотоцикл та почав цікавитися мотоспортом. В 2006 році переїхав до Києва, де став студентом Національного транспортного Університету (завершив навчання 2011 року), тоді ж, маючи професійні навички механіка, влаштувався на змінну роботу в один із автосалонів Києва. 2008 року перевівся на заочне навчання, переїхав до Переяслава-Хмельницького, де влаштувався на роботу транспортним логістом. Згодом розпочав власну підприємницьку діяльність у сфері оренди та обслуговування авто, розглядаючи мото і автоспорт як хобі. Заснував та володіє компанією «Лакшері Транс» та Центром кузовного ремонту в м. Київ «АвтоСервіс № 1». Одружений, разом із дружиною виховує сина.

## Спортивний шлях

### Мотоспорт
Спочатку спробував свої сили в шосейно-кільцевих мотоперегонах, а згодом почав професійно займатись мотоспортом. В 2013 році брав участь у аматорському змаганні з мотокросу в Пирогові. Вперше взяв участь у професійному чемпіонаті України 2014 року, де завоював 2-е місце в класі «Дебют» та 3-є в класі «STK» (клас, в якому беруть участь мотогонщики на стокових мотоциклах, які не мають тюнінгу що може вплинути на спортивні властивості мотоцикла). У 2015 році став чемпіоном України в класі «STK», вигравши всі чотири етапи чемпіонату. Цього ж року став майстром спорту та отримав запрошення в команду М29 (колишня команда Nakitel, заснована ІТ-спеціалістом Юрієм Марченко; напарник Мацоцький Олександр три роки (2016—2018) виступав разом з М29, після чого вирішив перейти в автоспорт (команда М29 станом на 2021 рік продовжує розвиватись).

### Автоспорт
Для зайняття автоспортом були придбані BMW 328 Touring та Toyota GT86. Зиму 2018—2019 року провів у тренуваннях та взяв участь у змаганні за зимовий кубок Bitlook Snow Drift 2019.
Першим професійним змаганням на ниві автоспорту стала участь в UDC (Ukrainian Drift Championship) в 2019 році, де Артур увійшов у ТОП-10 серед 28 учасників. Іншим досягненням року стало 5-те місце в заліку серед 36-ти учасників в EEDC (Eastern Europe Drift Championship, Раубичі, Білорусь), клас PRO (виступ завершився сходженням з дистанції з технічних причин, за крок до фіналу). Також, в цьому році Артур брав участь у чемпіонаті NoMotors, де виграв 4 з 5 етапів, ставши достроковим чемпіоном серії.
У 2020 році Артур Подлужний познайомився із іншим автогонщиком — Юрієм Раком з яким вони разом створили професійну команду «STO1 Motul Drift Team», куди було запрошено ще одного пілота — Олексія Рака. Досягненнями команди за 2020 рік є 1-е місце в NoMotors Drift Games та 2-ге місце в BitLook, а також офіційно встановлений рекорд України.
Стосовно особистого заліку — Артур неодноразово вигравав кваліфікації та посідав призові місця у NoMotors та BITLOOK чемпіонатах. 3 2016 року є Motul-атлетом в Україні (тобто спортсменом, що представляє міжнародний бренд), в 2019 році став бренд-амбасадором паливної компанії SOCAR ENERGY UKRAINE (підрозділ State Oil Company of Azerbaijan Republic). Виступає на авто Toyota GT86, що підготовлена для міжнародних професійних змагань із дрифтингу, має омологацію FIA, двигун 2JZ на 800 к.с. із секвентальною коробкою передач SAMSONAS. Бортовий номер 111.

## Встановлення рекорду України
25 листопада 2020 року на київському Автодромі «Чайка» Артуром Подлужним та Юрієм Раком був встановлений рекорд України в парному дрифті, для цього пілоти мали увійти в керований занос на максимальній швидкості, після чого змінити траєкторію руху на 180 градусів. Встановлення рекорду двічі перебувало під загрозою — вперше подія мала пройти на злітній смузі аеропорту Бориспіль, але сніг що випав — завадив цьому, вдруге — на «Чайці», під час заїзду почало дощити, але пілоти все ж вийшли на трасу. В підсумку представник Національного реєстру рекордів України зафіксував занос на швидкості 215 км/год, що стало абсолютним рекордом для України (найшвидший парний дрифт).

## Результати виступів
| Рік  | Змагання                                                             | Місце     | Примітки |
| 2019 | NoMotors Championship                                                | 1         | Чемпіонський титул |
| 2019 | Eastern Europe Drift Championshi, Raubichi                           | 5         | Технічне сходження |
| 2020 | Bitlook Nomotors 1 этап Nomotors 3 этап Bitlook NoMotors Drift Games | 2 1 3 2 1 | Кваліфікація - Командне місце за результатами сезону (серед 19 команд) Командне місце за результатами сезону (серед 6 команд) |

## Громадська діяльність
У 2019 році разом із однодумцями ініціював створення Асоціації авто- мотоспортсменів України, був обраний її головою. Створенню асоціації передувало засідання круглого столу, куди були запрошені учасники зі сфери для обговорення актуальних питань авто- мотоспорту та розробки пропозицій для його популяризації в Україні. Зокрема, асоціація, яка виступає в ролі професійної спілки пілотів, поставила перед собою завдання створити єдиний всеукраїнський чемпіонат для розширення географії змагань. До кола інтересів асоціації також відноситься робота із пілотами та прищеплення спортивної культури без дрифту на дорогах загального користування.
Виступаючи за безпечний дрифт, який не становить небезпеки іншим мешканцям міст, Артур Подлужний разом із колегами записали годинне відео, в якому в форматі інтерв'ю пропагується дрифт на спеціальних треках, за межами міських доріг. Інтерв'ю записане на київському автодромі «Чайка».
Разом з колегами брав участь в ініціативі міжнародної благодійної організації «СОС Дитячі містечка», а також у благодійному проєкті «Здійсни мрію».